# Martins Ferry (Ohio)
Pour les articles homonymes, voir Martins Ferry.
Martins Ferry est une ville de l'État de l'Ohio, aux États-Unis, situé dans le comté de Belmont.

## Géographie
Selon les données du Bureau du recensement des États-Unis, Saint Clairsville a une superficie de 6 km² (soit 2,3 mi²) entièrement en surfaces terrestres.